# DM i landevejscykling 2025 – Enkeltstart (damer)
Damernes enkeltstart ved DM i landevejscykling 2025 blev afholdt fredag den 27. juni 2025 i og omkring Aalborg i forbindelse med DM-ugen. Det var den 43. udgave af danmarksmesterskabet siden den første udgave i 1982. Den 26,8 km lange enkeltstart med en samlet stigning på 120 m havde start og målstreg ved Aalborg Havn. Løbets favorit var Emma Norsgaard, der havde vundet de seneste fire udgaver. U23-damerne kørte samtidig med eliten, og var en del af feltet. 

## Ruten
Efter starten på Toldbod Plads i centrum af Aalborg kørte rytterne over Limfjordsbroen, og satte kursen mod Lindholm Høje hvor der kom et cirka tre kilometer let kuperet terræn. Derefter gik turen mod Hvorupgård, Vestbjerg, Vadum Kirke i Torpet. Da torvet i Nørresundby blev nået kom der et stykke med brosten, inden Limfjordsbroens 450 meter igen skulle passeres inden målstregen kom ved Aalborg Havn.

## Resultat
U23-ryttere er markeret med 
| \| Samlede stilling \| Samlede stilling \| Samlede stilling \| Samlede stilling \| Samlede stilling \| \| Rytter \| Rytter \| Hold \| Tid \| \| \| ---------------- \| ------------------------------- \| --------------------------------------------- \| ---------------- \| ---------------- \| \| 1. \| Rebecca Koerner \| Uno-X Mobility \| 35' 21" \| \| \| 2. \| Gertrud Riis Madsen \| Aalborg-Sparekassen Danmark Dame \| + 20" \| \| \| 3. \| Emma Norsgaard Bjerg \| Lidl-Trek \| + 22" \| \| \| 4. \| Alberte Greve \| Uno-X Mobility \| + 1' 02" \| \| \| 5. \| Louise Norman Hansen \| Aalborg-Sparekassen Danmark Dame \| + 1' 39" \| \| \| 6. \| Frederikke Asfeldt \| Team Sydbank Quooker Njord Law \| + 2' 11" \| \| \| 7. \| Christina Bragh Lorenzen \| Team Friis ABC ACR \| + 2' 17" \| \| \| 8. \| Julie Marckmann Sørensen \| Thy Cykle Ring \| + 2' 35" \| \| \| 9. \| Laura Auerbach-Lind \| Team Sydbank Quooker Njord Law \| + 2' 37" \| \| \| 10. \| Trine Andersen \| CeramicSpeed Aros Forsikring Herning CK Elite \| + 2' 39" \| \| \| 11. \| Silje Weitze Antvorskov \| Team Friis ABC ACR \| + 2' 43" \| \| \| 12. \| Julie Nielsen Maribo \| Team Sydbank Quooker Njord Law \| + 2' 50" \| \| \| 13. \| Olympia Bianca Norrid-Mortensen \| Team Torelli \| + 2' 57" \| \| \| 14. \| Johanna Clausen Koerner \| Team Friis ABC ACR \| + 2' 58" \| \| \| 15. \| Amanda Poulsen \| Praties Cycling Team \| + 3' 14" \| \| |                                 |                                               |          |
| |                                 |                                               |          |
| Kilder: ProCyclingStats Cycling Quotient |                                 |                                               |          |
| Samlede stilling |                                 |                                               |          |
| Rytter | Rytter                          | Hold                                          | Tid      |
| 1. | Rebecca Koerner                 | Uno-X Mobility                                | 35' 21"  |
| 2. | Gertrud Riis Madsen             | Aalborg-Sparekassen Danmark Dame              | + 20"    |
| 3. | Emma Norsgaard Bjerg            | Lidl-Trek                                     | + 22"    |
| 4. | Alberte Greve                   | Uno-X Mobility                                | + 1' 02" |
| 5. | Louise Norman Hansen            | Aalborg-Sparekassen Danmark Dame              | + 1' 39" |
| 6. | Frederikke Asfeldt              | Team Sydbank Quooker Njord Law                | + 2' 11" |
| 7. | Christina Bragh Lorenzen        | Team Friis ABC ACR                            | + 2' 17" |
| 8. | Julie Marckmann Sørensen        | Thy Cykle Ring                                | + 2' 35" |
| 9. | Laura Auerbach-Lind             | Team Sydbank Quooker Njord Law                | + 2' 37" |
| 10. | Trine Andersen                  | CeramicSpeed Aros Forsikring Herning CK Elite | + 2' 39" |
| 11. | Silje Weitze Antvorskov         | Team Friis ABC ACR                            | + 2' 43" |
| 12. | Julie Nielsen Maribo            | Team Sydbank Quooker Njord Law                | + 2' 50" |
| 13. | Olympia Bianca Norrid-Mortensen | Team Torelli                                  | + 2' 57" |
| 14. | Johanna Clausen Koerner         | Team Friis ABC ACR                            | + 2' 58" |
| 15. | Amanda Poulsen                  | Praties Cycling Team                          | + 3' 14" |

## Hold og ryttere
| UCI Women's WorldTeams (2)- Uno-X Mobility - Lidl-Trek DCU Elite Teams (5)- Team Friis ABC ACR - Team Sydbank Quooker Njord Law - Team SCC Women Elite - Aalborg-Sparekassen Danmark Dame - CeramicSpeed Aros Forsikring Herning CK Elite Amatørkvindehold (2)- Carbonbike Giordana by Gen Z - E.C. Mataró Skoda-Mogadealer Women's Team Regional- og klubhold (2)- Thy Cykle Ring - Praties Cycling Team |
| |

### Startliste
| Startliste | Startliste               | Startliste                                    | Startliste | Startliste |
| Nr.        | Rytter                   | Holdnavn                                      | Placering  |            |
| ---------- | ------------------------ | --------------------------------------------- | ---------- | ---------- |
| 1          | Emma Norsgaard Bjerg     | Lidl-Trek                                     | 3.         |            |
| 2          | Rebecca Koerner          | Uno-X Mobility                                | 1.         |            |
| 5          | Louise Norman Hansen     | Aalborg-Sparekassen Danmark Dame              | 5.         |            |
| 6          | Christina Bragh Lorenzen | Team Friis ABC ACR                            | 7.         |            |
| 8          | Trine Andersen (DEN)     | CeramicSpeed Aros Forsikring Herning CK Elite | 10.        |            |
| 9          | Julie Nielsen Maribo     | Team Sydbank Quooker Njord Law                | 12.        |            |
| 10         | Ellen Hjøllund Klinge    | Carbonbike Giordana by Gen Z                  | 16.        |            |
| 13         | Johanna Clausen Koerner  | Team Friis ABC ACR                            | 14.        |            |
| 14         | Amanda Poulsen           | Praties Cycling Team                          | 15.        |            |
| 15         | Tusnelda Svanholmer      | E.C. Mataró Skoda-Mogadealer Women's Team     | DNF        |            |
| 16         | Agnes Bøg                | Team Friis ABC ACR                            | 19.        |            |
| 17         | Line Wasehus Ibsen       | Team SCC Women Elite                          | DNS        |            |
| 18         | Frederikke Asfeldt       | Team Sydbank Quooker Njord Law                | 6.         |            |
| 19         | Amalie Kvist Nybroe      | Team Friis ABC ACR                            | 17.        |            |
| 20         | Julie Marckmann Sørensen | Thy Cykle Ring                                | 8.         |            |
| 21         | Caroline Kirk Schad      | Team Friis ABC ACR                            | 18.        |            |
| 22         | Emilie Adelheid Olesen   | Team Sydbank Quooker Njord Law                | 20.        |            |

U23
U23-rytterne var en del af feltet, og kørte om to mesterskaber. Den nævnte placering på denne liste gælder U23-mesterskabet. 
| Startliste | Startliste                      | Startliste                       | Startliste | Startliste |
| Nr.        | Rytter                          | Holdnavn                         | Placering  |            |
| ---------- | ------------------------------- | -------------------------------- | ---------- | ---------- |
| 3          | Laura Auerbach-Lind             | Team Sydbank Quooker Njord Law   | 3.         |            |
| 4          | Alberte Greve                   | Uno-X Mobility                   | 2.         |            |
| 7          | Gertrud Riis Madsen             | Aalborg-Sparekassen Danmark Dame | 1.         |            |
| 11         | Silje Weitze Antvorskov         | Team Friis ABC ACR               | 4.         |            |
| 12         | Olympia Bianca Norrid-Mortensen | Team Torelli                     | 5.         |            |
| 23         | Anna Margrethe Hansen           | Team Friis ABC ACR               | 6.         |            |